# Espingarda

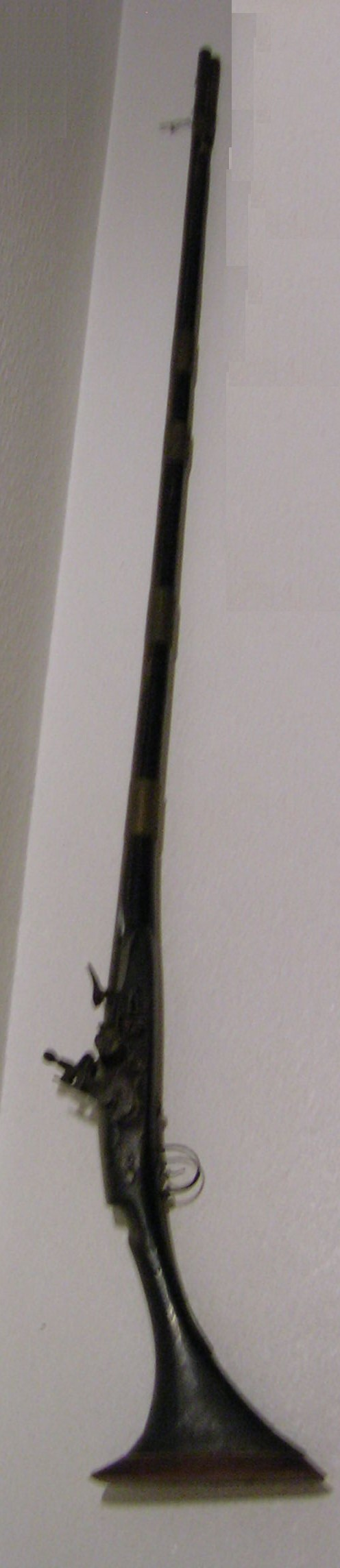
Espingarda. Guerra de Marruecos.

La espingarda es un arma de fuego que, según el contexto, puede referirse a:
- Pieza de artillería, algo mayor que el falconete.
- Un fusil (Siglo XV hasta el siglo XIX) con un cañón muy largo usado por los españoles en el siglo XV[1] y mucho más tarde por los habitantes del norte de África.

En cualquier caso se entiende que es un arma portátil, que un solo hombre maneja y transporta sin dificultad.
A comienzos del siglo XIV convivían junto con otros cañones de artillería naval, como la bombarda. La espingarda iba fijada a una larga cureña de madera sostenida por una horquilla con un perno. Estaba compuesta por dos piezas, el fogón y la tromba. El fogón, que llevaba la carga de pólvora explosiva, se colocaba en la tromba, que contenía una gruesa bola de piedra.
Es posible que la culebrina de mano, que era transportada por dos hombres y que apareció a mediados del siglo XV, fuera la precursora del fusil actual. La espingarda (siglo XV), que tenía ya culata para apoyarla en el hombro, y la escopeta, que data de principios del siglo siguiente, fueron perfeccionamientos sucesivos de aquel tosco artefacto, pronto eclipsados por el arcabuz de mecha, el de rueda y el de rastrillo.
Del francés antiguo espingarde, y este del fráncico *springan ("saltar"), del protogermáncio *springaną, del protoindoeuropeo *spr̥ǵʰ.

## Nota
1. ↑  Real Academia de la Historia (Spain) (1853). Memorial histórico español: colección de documentos, opúsculos y antigüedades que publica la Real Academia de la Historia. La Academia. pp. 269-. Consultado el 10 de diciembre de 2011.

- Datos: Q2290020
- Multimedia: Springalds / Q2290020